# Антонов Олександр Сергійович
Олександр Сергійович Антонов (рос. Александр Сергеевич Антонов; 8 квітня 1972, Приморський край, РРФСР — 2 грудня 2022, Кліщіївка, Україна) — російський військовий льотчик, найманець ПВК Вагнера, підполковник запасу ВПС РФ. Герой Російської Федерації.

## Біографія
В 1990 році вступив в Барнаульське вище військове авіаційне училище. Після закінчення училища в 1995 році служив у ВПС РФ, в тому числі в 2-му бомбардувальному авіаційному полку винищувачів-бомбардувальників у селі Джида, з 2010 року — на 6980-й авіабазі в Челябінську. Учасник інтервенції в Сирію. Влітку 2022 року вийшов у відставку, остання посада — заступник командира авіаполку з льотної підготовки.
Незабаром після виходу у відставку вступив в авіаційне крило ПВК Вагнера. Учасник Російсько-української війни. 2 грудня 2022 року після 22:00 фронтовий бомбардувальник Су-24М, яким командував Антонов, був збитий службовцем ЗСУ за допомогою ПЗРК. Антонов і його штурман Володимир Нікішин загинули. 15 грудня їхні останки були передані росіянам. 25 грудня Антонов був похований на Преображенському цвинтарі Челябінська.

## Нагороди
Отримав численні нагороди, серед яких:
- Медаль Жукова
- Медаль Нестерова
- Медаль «За військову доблесть» 2-го ступеня
- Медаль «За відзнаку у військовій службі» 3-го, 2-го і 1-го ступеня (20 років)
- Медаль «Учаснику військової операції в Сирії»
- Звання «Заслужений військовий льотчик Російської Федерації»
- Звання «Герой Російської Федерації» (17 грудня 2022, посмертно) — «за мужність та героїзм, проявлені в ході виконання бойових завдань.» Нагороджений одночасно зі своїм штурманом Володимиром Нікішиним.